# شيري روس
شيري روس هي معلقة رياضية وصحفية كندية، ولدت في 1954.